# Placosaris
Placosaris é um gênero de mariposa pertencente à família Crambidae.